# VFSix
VFSix — российский англоязычный музыкальный коллектив, основанный в городе Москве в 1999 году. Индивидуальный стиль группы получил название light trip-hop, он сочетает в себе lounge, smooth jazz, chillout, Эйсид-джаз.

## О группе
С самого начала своего существования VFSix выступают преимущественно за рубежом: в США, Канаде, Дании, Израиле и давно привлекли к себе внимание иностранных коллег. В записи первого альбома, вышедшего в 2005 году на лейбле NuNote принимал участие известный альтернативный саксофонист из Дании Anders Honore; в записи трека Me&TV можно услышать гениального этнического скрипача Raffi A. (США); версия песни Pain была записана в Копенгагене совместно с музыкантами проекта Bassworks. Во втором альбоме две песни записаны с солисткой группы De-Phazz Pat Appleton.
Группа имеет большой опыт концертной работы как на больших международных фестивалях, так и на клубных лаунж-площадках.
VFSix выступали на фестивалях: Jazz Koktebel в 2005 году, где вместе с группой De-Phazz представляла день современного джаза. Nu Note Lounge Fest в 2006 и 2007 годах.
В новом фильме Б.Хлебникова «Сумасшедшая помощь» звучит музыка группы VFSix. Фильм в 2009 году принимал участие в международных кинофестивалях в Берлине, в Торонто и в России на Кинотавре.
Песни группы находятся в постоянной ротации московских радиостанций Серебряный Дождь, Radio Jazz, Love Radio, Радио Relax FM, Мегаполис FM, на радио других городов России и Европы. Видеоклипы и видеозаписи LIVE — в ротации телеканалов: A-ONE, Style TV, MTV, O2TV, MusicBoxTV, NeoTV.
Ещё до выхода первого альбома, VFSix исполняли свои песни Live в ток-шоу Владимира Соловьева «Соловьиные трели» на радио «Серебряный Дождь», а также в прямом эфире программы «Мишанина» Михаила Козырева (радио «Серебряный Дождь») VFSix играли Live вместе с Pat Appleton.
В 2009 году вышел выпуск программы о трип-хопе «Вращение», посвященный группе VFSix (Big Beats Radio); телеканал Style TV подготовил к выпуску серию программ о русском трип-хопе, где в качестве главных героев и ведущих выступили участники группы VFSix.

## Об участниках
- Victor — продюсер проекта, автор музыки, виртуозный бас-гитарист, использующий прогрессивную технику игры на шестиструнной бас гитаре (создающей ощущение присутствия двух или трех гитар), идеолог и организатор фестивалей «Intellect Deep Music», «NuNote Lounge Fest»
- Fannie — обладательница проникновенного вокала, победительница конкурсов «Молодые голоса России» и «Звезды XXI века» (проект Чака Норриса), автор текстов, любимая российская певица Уитни Хьюстон, музыкантов группы Джина Ванелли, Джорджа Бенсона (посещение России этими звездами не обошлось без культурной программы в виде пения Fannie или совместного, как с Уитни Хьюстон).
- Anna THEreminGIRL — играет на необыкновенном музыкальном инструменте — терменвоксе и создает с его помощью особый атмосферный саунд на концертах и в записи. Аналоговое звучание терменвокса дарит ощущение весеннего тепла, а воздушная мелодия, превращаясь в легкое эхо, передает настроение полета. Терменвокс близок по звучанию к человеческому голосу, аналоговый звук муговского модуля в сочетании с набором эффектов, которые создаются только вручную, формирует неповторимый и отличительный саунд группы.
- Richter — автор и ведущий программы Рихтер ФМ на Серебряном Дожде, ассистирующий группе по электронной части.

## Дискография

### Альбомы
Группа выпустила два студийных альбома:
- vfsecret 2005 г.
- VF’s World 2007 г.

DVD Live (Nu Note Lounge Fest)

В настоящее время композитор и идеолог проекта VFSix — Victor — готовит третий альбом, в записи которого принимают участие: Fannie (Турция), THEreminGIRL (Россия), Pat Appleton (De-Phazz, Германия), Elizabeth Solana (Stervhia, Мексика), DJ Sid (США), Marie Craven (Австралия), Pearl (Дания). Это новый музыкальный материал, в котором перекликаются мотивы разных народов и культур. В мелодиях, ритмах и текстах альбома слышны стили от традиционных классики и блюза до современных эмбиента и трип-хопа. При этом каждый трек отмечен узнаваемым звучанием и авторским стилем Victora.

### Сборники
- Nu Note Presents … Nu Artists. VFSix — Tears. VFSix — Princess of Nothing (Richter mix). 2006 г.
- Romantic Melodies. Chillout Tears. Специальное издание альбома vfsecret. 2006 г.
- Компиляция Радио «Next» представляет: Glam R’n’B Dirty B.A.M.S! vol.1. VFSix — Mosow. 2006 г.
- Nu Note Presents … Nu Lounge. VFSix — Sidney. VFSix feat. Pearl — Letdowns. 2007 г.
- Nu Note Presents … Nu Fest. VFSix feat. Pat Appleton — Chances. Pat Appleton — What’s Next (VFSix mix). 2007 г.

### Ремиксы
- Pat Appleton — What’s Next (VFSix remix). Stereo Deluxe. Electronic, Downtempo.Vinyl, 12". Germany 2007
- VFSix — Moscow (Reinvented RMX w DJ Sid-the Apocalypze). 2009
- Cwtch — Between Clouds (VFSix remix). 2010

### информация о группе, аудио и видео
- VFSix — официальный сайт
- VFSix на LastFM
- VFSix @ Myspace
- Видео VFSix на YouTube
- VFSix @ A-One

### статьи, интервью
- Интервью для портала StarChat.Ru
- О выступлении на фестивале «Nu Note Lounge Fest»
- VFSix в программе Дмитрия Диброва «проСВЕТ»
- О презентации концертного DVD
- Об альбоме vfsecret
- VFSix feat. Pat Appleton (недоступная ссылка)